# Kanton Beaufort-en-Anjou
Der Kanton Beaufort-en-Anjou (früher Beaufort-en-Vallée) ist seit 1790 ein französischer Wahlkreis im Arrondissement Saumur, im Département Maine-et-Loire und in der Region Pays de la Loire.
Im Jahr 2015 wurde er umorganisiert und mit Gemeinden aus den ehemaligen Kantonen Baugé-en-Anjou und Noyant aufgefüllt. Hierdurch vergrößerte sich der Kanton auf 32 Gemeinden. Viele dieser Gemeinden haben sich 2016 zu Communes nouvelles zusammengeschlossen, wodurch die Zahl der Mitgliedsgemeinden am 1. Januar 2016 zunächst auf 19 und am 15. Dezember 2016 auf die heute aktuelle Zahl von sechs Mitgliedsgemeinden sank.

## Gemeinden
Der Kanton besteht aus sechs Gemeinden mit insgesamt 32.551 Einwohnern (Stand: 1. Januar 2022) auf einer Gesamtfläche von 716,96 km²:
| Gemeinde                 | Einwohner 1. Januar 2022 | Fläche km² | Dichte Einw./km² | Code INSEE | Postleitzahl |
| ------------------------ | ------------------------ | ---------- | ---------------- | ---------- | ------------ |
| Baugé-en-Anjou           | 11.747                   | 268,16     | 44               | 49018      | 49150        |
| Beaufort-en-Anjou        | 6.893                    | 42,04      | 164              | 49021      | 49250        |
| La Pellerine             | 137                      | 5,30       | 26               | 49237      | 49490        |
| Les Bois d’Anjou         | 2.531                    | 60,22      | 42               | 49138      | 49250        |
| Mazé-Milon               | 5.770                    | 41,79      | 138              | 49194      | 49140, 49630 |
| Noyant-Villages          | 5.473                    | 299,45     | 18               | 49228      | 49390, 49490 |
| Kanton Beaufort-en-Anjou | 32.551                   | 716,96     | 45               | 4908       | –            |

Bis zur landesweiten Neugliederung der Kantone 2015 bestand der Kanton Beaufort-en-Anjou aus acht Gemeinden auf einer Fläche von 169,60 km²: Beaufort-en-Vallée (Hauptort), Brion, Corné, Fontaine-Guérin, Gée, Mazé, La Ménitré und Saint-Georges-du-Bois. Er besaß vor 2015 einen anderen INSEE-Code als heute, nämlich 4905.

## Veränderungen im Gemeindebestand seit 2016
2016:
- 1. Januar: Baugé-en-Anjou, Clefs-Val d’Anjou, Bocé, Chartrené, Cheviré-le-Rouge, Cuon, Échemiré, Fougeré, Le Guédeniau und Saint-Quentin-lès-Beaurepaire → Baugé-en-Anjou
- 1. Januar: Beaufort-en-Vallée und Gée  → Beaufort-en-Anjou
- 1. Januar: Brion, Fontaine-Guérin und Saint-Georges-du-Bois → Les Bois d’Anjou
- 1. Januar: Fontaine-Milon und Mazé → Mazé-Milon
- 15. Dezember: Noyant, Auverse, Breil, Broc, Chalonnes-sous-le-Lude, Chigné, Dénezé-sous-le-Lude, Genneteil, Lasse, Linières-Bouton, Meigné-le-Vicomte, Méon, Chavaignes und Parçay-les-Pins → Noyant-Villages